# Archytas aberrans
Archytas aberrans là một loài ruồi trong họ Tachinidae.